# 미야자키 쓰토무
미야자키 쓰토무(일본어: 宮﨑勤, 1962년 8월 21일 ~ 2008년 6월 17일)는 도쿄·사이타마 연속 유아 유괴 살인 사건(광역 지정 제 117호)의 용의자로 체포, 기소되어 사형 집행을 판결받고, 집행된 인물이다. 이마다 유코라는 가명을 쓰기도 했다.
1994년 1월 미야자키의 아버지가 그의 죄를 대신하겠다는 이유로 스스로 목숨을 끊었다.

## 생애
1962년 8월 21일에 도쿄도 니시타마군(현, 아키루노시) 이쓰카이치정의 신문사 사주의 아들로 태어났으며 2명의 누나가 있었다. 증조부는 촌회의원, 할아버지는 정회의원 등 지방의원을 지냈다. 부유한 가정에서 태어났지만 미숙아로 태어난 그는 손이 안돌아가는 '양측 선천성 요척골 유합증'이라는 장애를 앓고 있었다. 이후 급우들에게 이지메를 당했고 권위주의적인 아버지와도 불화하였다. 그러던 중 자신을 위로해 주던 어떤 소녀를 보고 소녀에게 집착하게 되었다 한다. 초등학교 시절에는 괴수 박사라는 별명이 붙을 만큼 괴물에 관심을 가졌다 한다.
1978년 메이지 대학 부속 나카노 고등학교(中野高等学校)로 진학하였으며, 고등학교 재학 시에는 괴수영화 뿐만 아니라 프로레슬링, 테니스, 장기, 아이돌, 애니메이션, 호러, 로리콘 등 다양한 분야에 심취하였다. 1981년 도쿄공예대학(東京工芸大学) 화상기술학과(画像技術科, 영상학)에 진학하였으며, 대학교 2학년 재학 중인 1982년에는 NHK 방송 토크쇼 "YOU"에 출연하기도 했다. 1983년 3월 대학 졸업 후 아르바이트 등을 전전하다가 1983년 4월 삼촌의 소개로 도쿄도의 고다이라시의 인쇄 회사에 취직하고, 회사 인쇄기 오퍼레이터로 근무하였다. 1986년 3월 개인 사정을 이유로 퇴직, 이후 실직 상태에서 부모로부터 가업을 도울 것을 여러 번 권고받았으나 자기 방에 틀어 박혀 수개월간 생활하였다.
잠시 아버지의 가업인 신문사를 돕다가, 그 해 말 만화 회사에 취직, 애니메이션의 동인지 발행에 참여했지만 동료들에게 미움을 사고 바로 그만두었다. 이후 애니메이션 클럽이나 비디오 동호회 등에 가입하고 전국 각지의 회원들과 교류, 녹화된 TV 애니메이션이나 만화, 그밖의 만화책, 특수 촬영 프로그램으로 촬영된 비디오를 수집하였다. 후일 그의 방을 경찰이 검사했을 때는 다량의 만화, 애니메이션이 쏟아져 나왔다. 후에 체포 후 가택 수색 결과 그는 6000개 가까운 비디오 테이프와 만화책 등을 소유하고 있었던 것으로 확인되었다.
한편 그는 어떤 소녀가 자신을 위로해주던 것을 계기로 소녀에 집착하게 되었다. 1988년 5월 16일 할아버지가 사망한 뒤, 8월 22일에 첫 번째 범행에 성공하였다. 1989년 3월에는 하루미의 코믹 마켓에 만화 작품을 출품하기도 했다. 이후 몇차례의 소녀 납치 유괴 등을 하다가 1989년 7월 23일에 소녀를 납치하려 할 때, 이 소녀의 아버지에 의해 붙잡혀 미야자키는 강제 추행 혐의로 투옥되었다. 한편 인근 소녀 납치, 살해 사건과의 유사성을 조사하던 중 8월 9일부터 연속 유녀 유괴 살인 사건에 대한 추궁으로 범행을 자백하고 8월 10일에 그의 진술대로 시신이 발견되었다. 이날 석간와 뉴스 미야자키의 실명 보도가 시작하여 화제가 되었다. 그러나 화제는 곧 1980년대 이후 등장한 오타쿠에 대한 부정적인 시각들의 확산으로 이어졌다.
1989년 8월 11일에 연속 유녀 유괴 살인 혐의가 추가되었고, 이후 차례 차례로 사건이 드러나 사회적인 충격을 주었다. 당시 고토 마사오 법무부 장관은 "사형 정도로 맞지 않는 잔인한 일이다"라고 발언했다. 이후 진술, 상담 등을 반복하던 중 1989년 8월 24일 도쿄 지방 검찰청의 총무부 진단 실험실에서 간이 정신 감정을 받는다. 검사 결과 정신과 의사는 "그는 정신 분열병의 가능성은 부정 할 수 없지만, 현재는 인격 장애의 범위에 해당된다"고 진단, 이에 따라 검찰은 기소를 단행했다. 공판 시작 후 1990년 12월부터 5명의 정신과 의사와 1명의 임상 심리학자에 의해 다시 정신 감정이 실시된다.
두 번째 정신 감정에서는 그의 동물 학대 등의 이상 행동과 할아버지의 유골을 먹은 것 등은 진술이 애매하기 때문에 사실이 아닐 수도 있다는 의견이 제기되었다. 1992년 3월 31일 정신 감정서가 제출되고 인격 장애로 판정되었다. 그가 할아버지의 화장한 유골을 먹은 것에 대해서는 미야자키의 변호인 측은 묘비 등이 이장하는 과정에서 벌어진 사고, 또는 망상이라고 변호했지만, 검찰 측은 그냥 망상이 아니라고 반박했다. 1992년 12월 18일부터 변호인 측의 요구에 의하여 3 명의 감정 의사에 의해 다시 정신감정을 시작, 1994년 12월 감정서가 제출되었다. 이때의 제 2차 감정에서 1명은 정신 분열증 판정을 내리고, 다른 2명의 의사는 해리성 정체성 장애의 판정을 내렸다. 피해자 가족들은 일본 총리실에게 유족 지원금을 건의를 요했으나 가족들은 울분을 짖게 되었고 일본 도쿄 중부에 있는 도쿄지방 재판소에서 1심 선고 공판중 유가족들이 소란을 일으키고 고함을 지르게 되자 선고가 방해된다는 이유로 보안직원에 의해 제지되는 일이 있었다.
1997년 4월 14일 도쿄 지방 재판소에서 사형 판결이 내려졌다. 제2차 정신감정 결과는 채택되지 않았고 당일 항소하였다. 2001년 6월 28일 도쿄 고등 법원에서는 항소 기각 판결을 내렸고, 같은 해 7월 10일 다시 일본최고 재판소에 상고하였다.
일본 최고재판소 형사합의부2부 수석재판장(부장판사겸임 수석재판원장으로 활용)은 일본 도쿄 검찰청 수석검사와 차장검사(차석)의 의견을 수용하여 살인죄 허가를 명령했다. 미성년자 살인 사건은 일본에서 사상 최초로 살인죄 허가를 역사적으로 기록하게 되었다. 일본 최고재판소 주심 수석재판장 형사2부는 미야자키 츠토무의 상고 판결은 피고는 반성의 기미가 없고 변명하는 습성이 보여 피해 대상 여학생을 보면 성도착증 수치심으로 여성에 대한 반사회적 반여성적인 범죄에 집중하여 미성년자 약취 유인 후 살인 시체를 비디오 촬영까지 해 언론 일본 방송사에 전파하는 뻔뻔한 짓과 일본 사회에 파괴시키고 피고는 어떠한 동정할 의무도 없고 진술을 변명을 하는 인간이 할 수 없는 범죄를 지었으며 여성 인권 및 보장 등 저조시키는 아주 중한 범죄로 정확하다며, 츠토무의 상고를 기각하여 형이 확정되었다. 그리고 2008년 6월 17일, 도쿄 구치소 사형장에서 사형이 집행되어, 형장의 이슬로 사라졌다.
이날 미야자키 외 2명의 사형이 집행되었다.

## 희생자
1. 곤노 마리(今野真理)
2. 요시자와 마사미(吉沢正美)
3. 난바 에리카(難波絵梨香)
4. 노모토 아야코(野本綾子)

## 학력
- 1975년 3월 이쓰카이치정립 이쓰카이치 초등학교 졸업
- 1978년 3월 이쓰카이치정립 이쓰카이치 중학교 졸업
- 1981년 3월 메이지 대학 부속 나가노 고등학교 졸업
- 1986년 3월 도쿄공예대학 화상기술학과 학사

## 오타쿠 문화에 부정적인 영향
쓰토무가 검거되자 그의 저택에서 5763편의 비디오 테이프가 발견되었는데 그 중 공포 영화와 아동이 등장하는 성인영상물 몇 편이 발견되어 일본의 언론에서는 오타쿠를 잠재적인 범죄자인듯이 보도하여 오타쿠에 대한 부정적인 인식을 심어주었다.
원래 오타쿠는 잘 알려진 하위 문화가 아니였으나 이 사건의 보도를 통해 1990년대에 오타쿠 문화가 부정적으로 대중들에게 널리 인식되는 계기가 되었다.

## 미야자키 쓰토무를 연기한 배우
- 이수완 - 실화극장 죄와 벌 65, 66회 방송분 꿈속의 살인 편 (이 방송분은 토모야라는 가명을 사용한다.)

## 저서
- 꿈 속 - 연속 유아 살해 사건 피고의 고백 - 1998년 12월 창출판 ISBN 978-4-924718-30-2
- 꿈 속, 지금도 - 연속 유아 살해 사건 전 피고의 고백 - 2006년 2월 창출판 ISBN 978-4-924718-72-2

## 같이 보기
- 나가야마 노리오
- 일본의 사형제